# Philipp Segesser
Ne doit pas être confondu avec Philipp Anton von Segesser.
 (mai 2023).
Philipp Segesser, (Philipp Anton Segesser von Brunegg) né le 1er septembre 1689 à Lucerne (Suisse) et décédé le 28 septembre 1762 à Ures, Sonora (Nouvelle-Espagne), est un prêtre jésuite suisse missionnaire en Nouvelle-Espagne. Il est connu pour ses lettres et sa collection de peintures sur peau dépictant espagnols, français, missionnaires et guerriers indiens.

## Biographie
Entré le 15 octobre 1708 au noviciat des Jésuites de Landsberg am Lech (actuelle Bavière), après sa formation initiale il est ordonné prêtre en 1721. Il est dans un premier temps enseignant successivement dans les collèges jésuite d'Altötting, de Straubing et Dillingen. En 1729 il est choisi pour les missions lointaines. Après un long et périlleux voyage qui le fera passer par Gênes, Cadix, Séville, Saint-Domingue et La Havane, il atteint finalement Veracruz le 19 avril 1731. Il est immédiatement envoyé vers le nord. Le 8 mai 1732 il rejoint la Mission San Xavier del Bac dans l'actuel Arizona.
Pendant près de 30 ans il vit au contact de différentes tribus indiennes dont il participe à l'évangélisation. Les conditions de vie sont difficiles, le climat de la région rigoureux, les indiens souvent hostiles. En 1734 il tombe gravement malade et doit aller se reposer dans la Mission Los Santos Ángeles de Guevavi. Dans les différentes missions où il est envoyé il office comme enseignant. L'évangélisation passe aussi par l'éducation des enfants des indigènes, une éducation gratuite dispensée par les missionnaires dans leurs écoles. En 1755 il est nommé supérieur des missions jésuites de la région. Il meurt en 1762 sur le territoire d'une de ses missions.

## Œuvres et contributions
Si Philipp Segesser fut principalement un enseignant, nous avons de lui de nombreuses lettres décrivant sa vie quotidienne, la géographie, la faune et la flore de la région de Sonora où il passa près de 30 ans de sa vie. Dans ces lettres envoyés aux jésuites d'Europe il fournit nombre d'informations précieuses sur la population locale et son mode de vie, y compris ses croyances, sa culture.

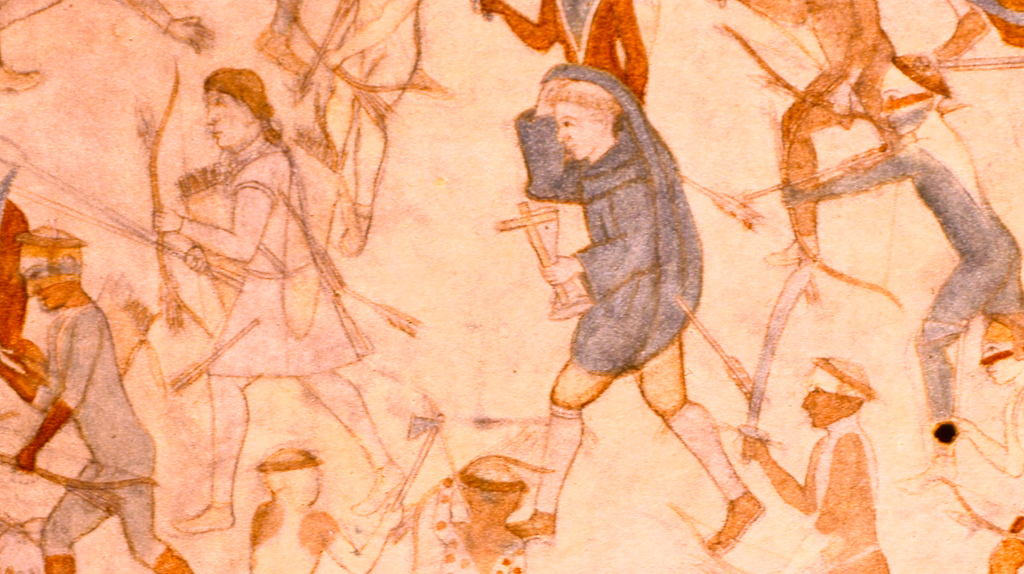
Une des trois peintures sur peau

En 1758, il envoya à son frère en Suisse trois peintures sur peaux représentant la bataille de rivière loup de 1730 opposant l'expédition de Villasur à une force d'indiens Pawnees et Otoes. Segesser n'a donné aucune indication sur la manière dont il avait acquis les peintures ou sur leur signification, les qualifiant simplement de "curiosités".